# 505
Anul 505 (DV) a fost un an al calendarului gregorean.

## Nașteri
- Flavius Belisarie, general bizantin (d. 565)